# قرار مجلس الأمن التابع للأمم المتحدة رقم 1871
قرار مجلس الأمن التابع للأمم المتحدة رقم 1871، المتخذ بالإجماع ومدد ولاية بعثة الأمم المتحدة للاستفتاء في الصحراء الغربية (مينورسو) لمدة عام واحد.

## القرار
مدد مجلس الأمن ولاية بعثة الأمم المتحدة للاستفتاء في الصحراء الغربية (مينورسو) لسنة واحدة حتى 30 أبريل 2010.
باعتماد القرار 1871 (2009) بالإجماع، بصيغته المعدلة شفويا، دعا المجلس الأطراف إلى مواصلة المفاوضات تحت رعاية الأمين العام دون شروط مسبقة وبحسن نية، بهدف تحقيق حل سياسي عادل ودائم ومقبول من الطرفين، والتي من شأنها أن تنص على تقرير المصير لشعب الصحراء الغربية في سياق ترتيبات تتفق مع مبادئ ومقاصد ميثاق الأمم المتحدة.
ورحب المجلس بموافقة الأطراف على اقتراح المبعوث الشخصي إجراء محادثات صغيرة غير رسمية تمهيدا لجولة خامسة من المفاوضات، مذكرا بتأييده للتوصية الواردة في التقرير السابق بأن الواقعية وروح التوافق من جانب الطرفين ضروريان لتحقيق التقدم في المفاوضات. ودعا الأطراف إلى مواصلة العمل في جو مؤات للحوار من أجل الدخول في مرحلة مفاوضات أكثر كثافة وموضوعية.
وبعد اعتماد التصويت، أعرب المتحدثون عن ارتياحهم لإجماع التصويت، الأمر الذي أرسل رسالة إلى الأطراف مفادها أنه ينبغي إحراز تقدم في المفاوضات. وفي هذا الصدد، أعربوا عن دعمهم لاقتراح المبعوث الخاص بإجراء محادثات صغيرة غير رسمية قبل بدء جولة خامسة من المفاوضات في مانهاست.
وشدد بعض المتحدثين على أهمية احترام حقوق الإنسان ورحبوا في هذا الصدد بالفقرتين 7 و8 من الديباجة بصيغتهما المعدلة شفويا. وشدد ممثل كوستاريكا، مع ذلك، على أن الإرادة السياسية للتوصل إلى نتائج هي أساس الوساطة، التي يجب أن تقوم على الاحترام المطلق لميثاق الأمم المتحدة وحقوق الإنسان، وأعرب عن أسفه لأن اقتراحه طلب تقرير عن جهود المفوض السامي لحقوق الإنسان في الصحراء الغربية لم ينعكس في النص. وقد استند هذا الاقتراح إلى توصيات الأمين العام في تقريريه الأخيرين.